# 轟拳ヤマト
『轟拳ヤマト』（ごうけんヤマト 英語表記:Thunder Knuckler YAMATO）は、飯島祐輔による日本の漫画作品。全5巻の単行本として描き下ろされた。
大陸を結ぶ巨大な橋と「大艦機」と呼ばれる人型有人兵器が存在する20世紀の世界を舞台とした作品。コミック版『新・旭日の艦隊』最終巻に本作の予告が掲載された。
元々は全6-7巻程度の予定で執筆していたが、諸事情により全5巻での完結となった。そのため、伏線の回収が十分に行われなかった箇所がある。

## あらすじ
先史文明の遺した遺産――全ての大陸を結ぶ巨大な橋とロボット・テクノロジー――が富を生む世界。人々は橋を利用して海運を充実させ、文明の発展と共に橋に鉄道を通し繁栄した。しかし、繁栄は争いをも生み出してしまい、橋と港という富の支配を巡り人々は戦争を繰り広げた。人々はロボット・テクノロジーを兵器に転用し、大艦機と呼ばれる人型兵器を生み出してしまった。
「ロシアに不凍港を!!」
そのスローガンを掲げ、スターリン率いるソビエト連邦はヨーロッパへの侵攻を開始した。しかし、その手始めとして侵攻したポーランドにおいて、ソ連軍機は突如現れた謎の大艦機によって破壊されてしまう。その機体の名はヤマト。日本が誇る新鋭機であった。パイロットのジンは、かつてスターリンによって両親を殺された過去を持つ少年だった。ジンたち日本軍はソ連のヨーロッパ征服の野望を防ぐため、ソ連軍との戦いに臨む。

## 登場人物

### 日本
左 甚十一郎
本作の主人公。仲間からは「ジン」と呼ばれている。江戸時代の名工・左甚五郎の6代目の子孫。父の甚十郎は世界的な大艦機研究の第一人者だった。8年前に両親と共にノモンハンにある先史文明の遺跡調査に参加するが、その日の夜にソ連軍の襲撃を受け両親を殺され、調査団の中で唯一の生き残りとなる。両親の死後は治武地博士に引き取られる。
幼い頃から父の研究所で大艦機に触れて育ったため、大艦機の扱いに関しては誰にも引けを取らない。人一倍正義感が強く、非道を行うソ連軍に容赦しないが、後先考えずに行動するため危機に陥ることも多く、小柳によく怒られている。両親の仇であるスターリンやネボガトフを前にすると、冷静な判断が出来なくなる。乙女心が分からない朴念仁のため、香恋とよくラブコメを展開する。
予告版と本作では容姿が大きく異なる。また、作中でも途中から容姿が大きく変化している。
香恋
本作のヒロイン。先史文明の生き残りであるメイド型アンドロイドで、正式名称は「カレンQX275362SP」。先史文明の崩壊に際し、後々の文明に知識と経験を伝達する役目を託され眠りに付く。ノモンハンの遺跡から掘り起こされ日本に運ばれ、ジンによって起動させられ、以後はジンを「マスター」と認識し、付き添っている。ジンに対し好意を抱いているが、朴念仁なジンには想いが届かず、よくラブコメを展開している。
最終決戦ではムサシの処理速度を上げるために自身を接続して並列処理を行う。その影響で稼働時間が大幅に減少したというが、ジンの人生分くらいの時間は残っているらしい。
自己修復機能が内蔵されており、多少の怪我は自力で治せる。また、機体としての性能は大艦機並であり、ソ連軍部隊を1人で壊滅させる程の力を持つ。しかし、作中の時代では技術レベルが違いすぎて小指一本の複製も出来ず、香恋のもつ情報をアウトプットするにも手間が掛かりすぎて不可能。逆に彼女が知らない「料理のレシピ」などをパンチテープで情報化することで再現している。
小柳 彦九郎
ヨーロッパに派遣された日本軍チームのリーダー。東京に本社を置く小柳コンツェルンの御曹司。ジン同様に正義感が強いが、リーダーとしての立場上それを抑え、冷静に状況を判断している。チームの中ではツッコミ役を担当している。
楠 運平
日本軍チームのメンバー。物事を考えるのが苦手で、アメリカ軍とイタリア軍の戦闘を目の当たりにした際、アメリカ軍の戦術をメンバーの中で1人だけ理解出来ていなかった。柔道を得意としており、戦闘でも柔道技を掛けることが多い。チームの中ではボケ役を担当している。
格之進
日本軍チームのメンバーで、小柳の執事。チームと日本軍本部との通信役を担当している。
頭領
日本軍チームのメンバーで運平の部下。チームに同行する忍者軍団の頭領。ステレオタイプの忍者装束を身に着け常に覆面をしているため、誰も素顔を知らない。独断でスターリンの元に向かうジンに同行し、モスクワへ向かう。
治武地博士
左甚十郎の同僚で大艦機の研究者。日本政府の政策にも関わり助言をしている。
両親を喪ったジンと、甚十郎が発掘した香恋を引き取り世話をしている。ヤマトで無茶ばかりしでかすジンに手を焼いているが、ジンを実の息子のように可愛がっており、ジンからは「おやっさん」と呼ばれている。
赤壁博士
治武地博士の同僚でジンとも面識が有る。日本軍の兵器開発局に勤務しており、ロケット開発を手掛けている。
閣下
日本軍の指揮官。物分かりの良い人物で、治武地博士の理解者。治武地研究所のメイドとして働く香恋に対し、治武地博士に代わって給料を支払っている。
小柳 雛子
彦九郎の妹で小柳コンツェルンの令嬢。勝気な性格をしている。
パイロットでもあるらしく、「兄と共にヨーロッパで活躍したい」と父に詰め寄っていたが、連載が予定より早く終了してしまったため、活躍の機会が無くなってしまう。

### ソ連
スターリン
ソ連の独裁者で、本作の黒幕。敵対者や用済みになった人間には冷酷に振る舞うが、その行動原理はあくまで「人民の幸福の追求」である。
ソ連の繁栄を求め「ガリレオ計画」を策定し、ヨーロッパ戦争を引き起こす。ノモンハンの先史文明遺跡にある遺産を狙い、ネボガトフを使いジンの両親を殺害させたため、ジンには仇として憎まれている。
ドブロツウォリスキー教授
ソ連軍大艦機の開発責任者で、同時に先史文明の科学書の解析も行っている。「ガリレオ計画」の中心メンバーの1人であり、軍幹部よりも序列が上位に位置している。リアリストのスターリンと違い、ロマンティストである。
ネボガトフ中佐
情報機関に所属する軍人。ソ連軍が表立って行えない裏仕事を任されている。8年前にスターリンの命令で左甚十郎ら日本人調査団を殺害し、遺跡にあった遺産（香恋）の奪取を図るが失敗、当時子供だったジンを取り逃がす失態を演じてしまう。
8年前の失態がバレて粛清されそうになり、その失態を挽回するためヤマトの破壊を目論み、ウラル級に搭乗し出撃するが敗北し、捕虜になる。その後、ジンたちにモスクワ浸入のために利用され共にスターリンの許に行くが、用済みとして殺されそうになったため、なし崩し的にジンたちと行動を共にするようになる。
マニコフスキー特務中尉
ディミトリー・ドンスコイのパイロット。ジンのライバル的存在。
選り抜きのパイロットの中から更に選抜された人物で、実力はジンと同等。作中ではビスマルク、シャルンホルスト、キング・ジョージ五世、リシュリュー、そしてヤマトを撃破しており、その功績により大尉に昇進している。「ガリレオ計画」の最終局面において、ジンと三度目の決闘を果たす。

### アメリカ
ルーズベルト
アメリカ大統領。ヨーロッパ戦線への介入の機会を窺っており、ソ連軍の侵攻を妨害する日本に不快感を露わにしている。
介入の既成事実を作るために義勇軍を派遣したり、前線基地を作るためにスペイン政府を買収したりと、根回しに長けている。
博士
ルーズベルトの政治ブレーン。車椅子に乗っている。ルーズベルトの政策決定に大きく寄与している。
隊長
ヨーロッパに派遣された義勇軍の隊長。部下も含めて全員好戦的な性格をしており、「国家のエゴで戦争をしている」と身も蓋もない本音を堂々と言い放つ。レニングラード破壊作戦にはアメリカ軍司令官として参戦する。

### ヨーロッパ
カヴェンディッシュ
イギリス人。キング・ジョージ五世のパイロット。第一次世界大戦での従軍経験を持つベテラン・パイロット。パクス・ブリタニカ的な考えを持っており、ソ連軍相手に勇んで戦いを挑むが、ディミトリー・ドンスコイに大破させられ、ビスマルクに命を救われる。レニングラード破壊作戦にはヨーロッパ連合軍の一員として参戦する。
整備主任
ドイツ人。ビスマルクの整備主任を務める中年女性。ソ連軍の侵攻を目の当たりにし、勢いでビスマルクに乗り込みディミトリー・ドンスコイと戦い、そのまま正規パイロットに採用される。レニングラード破壊作戦にはヨーロッパ連合軍の一員として参戦する。
香恋には「先史文明のロボットアニメみたい」と突っ込まれた。
ムッソリーニ
イタリアの独裁者。スターリンからは「パスタ野郎」と呼ばれている。
スターリンと同盟を結びたがっているが、相手にされていない。アメリカ軍の参戦により劣勢に立たされたソ連軍を助け、スターリンに媚を売ろうと大艦機を出撃させる。その際、大艦機の出撃の妨げとなったコロッセオを「ワシが造ったもんじゃないから」と破壊してしまい、ローマ市民の反感を買ってしまう。

### その他
大石 蔵良
『新・旭日の艦隊』の登場人物。旭日艦隊司令長官。大石内蔵助役として登場。
尾崎 亜由美
コミック版『新・旭日の艦隊』のヒロイン。大石に便乗して登場。
原 元辰
『新・旭日の艦隊』の登場人物。旭日艦隊参謀長。大石へのツッコミ役として登場。
大利根 潮
『新・旭日の艦隊』の登場人物。新日本武尊の電子戦室長。大石へのツッコミ役として登場。

## 登場兵器
大艦機デザインは長谷川光司が担当している。また、各大艦機は現実世界の戦艦をモデルとしている。

### 日本
無資源国のため「量より質」の少数精鋭主義を採っており、機体の性能は各国の中でも高い。その代わり、ヨーロッパ戦線には物質転送で参戦しているため、時間の制約がある。
ヤマト
ヤマト型超々弩級大艦機1号機。パイロットはジン。設計者は左甚十郎だったが、甚十郎の死後は治武地博士が設計を引き継ぎ完成させた。
高い運動性と破壊力を誇り、クロンシュタット級3機を1機で撃破している。また、蒸気機関の他に第二エンジンとしてガスタービンエンジンを搭載している。作中では上記のクロンシュタット級3機の他にディミトリー・ドンスコイ、ガングート級2機、"変なウラル"を撃破しており、作中一の大艦機撃破数を誇る。しかし、ガスタービンエンジンは発動するまでの間は無防備な状態になるため、シベリアでのディミトリー・ドンスコイとの再戦では、その隙を突かれ大破させられる。
ムサシ
ヤマト級超々弩級大艦機2号機。シベリアでの戦いで戦線復帰不能となったヤマトに代わり、ジンの搭乗機としてレニングラード破壊作戦に投入される。慣熟運転を行っていない機体のため機動性に欠けるが、ヤマトのデータを蓄積した制御チップを移植しているため戦闘に支障は出ない。
長門
長門型弩級大艦機。パイロットは小柳。ネボガトフ曰く「前条約時代の最強機体」で、武者を模したデザインをしている。武器として巨大な日本刀を携帯しており、大艦機を両断する程の威力を持つが、重装甲の大艦機を両断するためにすぐ刃こぼれしてしまうので、一度しか使うことが出来ない。また、刃こぼれした刀を研ぎ直すのに時間が掛かるため、戦線復帰にも時間を要する。
長谷川曰く「日本刀はロマンで付けた」とのこと。
山城
山城型弩級大艦機。パイロットは運平。機体が重過ぎるため機動性が得られず「失敗作」として有名な機体だが、長年の改良を積み重ねたことで他の機体と遜色ない機動性を持つ。
雪風
陽炎級駆逐大艦機。四足歩行の大艦機。モスクワから脱出する際にジンたちが使用した。
青葉
古鷹級重巡洋大艦機。忍者を模したデザインをしている。ジンたちのモスクワ脱出を援護するため、小柳が使用した。
三笠
日露戦争において、ロシア軍の籠る旅順要塞を攻略した大艦機。各国の大艦機運用に衝撃を与えた機体。

### ソ連
永久凍土での運用を前提としているため、凍結防止用の蒸気パイプが露出しているのが特徴。攻撃力重視の重武装を基本としており、そのため機動性が犠牲になっている。
ディミトリー・ドンスコイ
ウラル級弩級大艦機1号機。パイロットはマニコフスキー。三次元高張力装甲を採用しているため非常に頑丈で、ビスマルクの51センチライフル砲を撃たれてもダメージを与えられなかった。ただし、一端装甲に傷が付くと途端に脆くなる欠点がある。2号機にインペラトール・アレクサンドルがある。
ジンには「ゴミ取り権助」と呼ばれている。
"変なウラル"
ヤマトを破壊するためにネボガトフが使用したウラル級のプロトタイプ。装甲が全くなく、内部構造が剥き出しになっているため非常に脆弱。
なお、"変なウラル"は長谷川の命名。
スターリン機（仮称）
レニングラード内に搭載されていたスターリン専用の大艦機。身長・パワー・スピードの全てにおいてムサシを上回り、戦闘ではムサシを圧倒したが、香恋のチップを活用し、機体制御を並列演算化することでスペックアップしたムサシに逆転され破壊される。
クロンシュタット級
巡洋大艦機。ソ連軍の主力戦力で大量のスペアパーツが用意されているが、そのため作中で最も破壊される大艦機となっており、運平には「雑魚」と呼ばれてしまう。
個別の名称としてはオレーグとブイスツルイが登場。
ガングート級
30年前に設計された旧型大艦機。ヤマトを破壊するために出撃したネボガトフに随伴して登場するが、ガスタービンエンジンを使用したヤマトに破壊される。
ボロジノ級
駆逐大艦機。1931年時点での新型大艦機。ノモンハンの日本人調査団を抹殺するため、ネボガトフが使用。
レニングラード
大艦機が昇れない程の巨大なキャタピラ台車の上に大量のロケットを搭載した移動要塞都市。
「ガリレオ計画」の発動に必要なロケットの制御ユニットであり、シベリアのロケット群と対になる兵器。レニングラード内部に侵入したジンと、彼との決闘に夢中になったマニコフスキーによってロケットを破壊されてしまい、「ガリレオ計画」は実行不可能となり失敗する。

### アメリカ
工業力を背景にした大量生産を前提としており、複数機による戦術を基本としている。現在はノースカロライナ級、サウスダコタ級、アイオワ級、モンタナ級を建造中。
アイオワ級
機動性を重視した弩級大艦機。武器として36センチハンドガン砲を携帯しており、僚機と連動して正確な標準をするため命中度が高く、作中では初弾から命中弾を当てている。
作中では義勇軍としてアイオワとウィスコンシンが登場している。
星条旗砲
アメリカ本土に設置されている超巨大要塞砲。砲身が大艦機の倍以上ある大砲で、本来は移動出来ない固定砲だが、レニングラード破壊作戦の際には車輪を取り付け大艦機に牽引させて運び込むという荒技を使い戦場に投入される。しかし、装甲のないレニングラードに対しては砲弾の信管が作動せず、ムサシにレニングラード内部突入のための梯子代わりに使用されてしまい、本来の性能を披露することはなかった。

### イギリス
アメリカ同様に複数機による運用を前提として設計を行っているが、軍縮条約の範囲内での設計をしているため、米ソの機体に比べて性能に劣る。
キング・ジョージ五世
キング・ジョージ五世級弩級大艦機1号機。パイロットはカヴェンディッシュ。略称は「KGV」。バランスの良い機体だが、その評価は「可もなく不可もない」である。ディミトリー・ドンスコイに歯が立たず破壊される。同型機としてプリンス・オブ・ウェールズ、デューク・オブ・ヨーク、マンソンが登場。
ドレッドノート
第一次大戦時に投入された新世代大艦機。従来の大艦機の倍の身長を持ち、ピストンエンジンに代わってタービンエンジンを採用したため、より機敏に動けるようになり、大戦の帰趨を決する兵器として活躍する。

### フランス
「スマートに」「華麗に」をコンセプトに設計している。また、機体サイズを隠すためにマントを羽織っている。
リシュリュー
リシュリュー級弩級大艦機。装甲を薄くして運動性能を上げているため、機敏に動くことが出来る。武器として特殊合金製のエストックを携帯しており、スピード性と併せて攻撃し、ディミトリー・ドンスコイの装甲を貫く程の威力を見せる。同型機にジャン・バールが登場する。
マジノ線を防衛するために配備されている。
ダンケルク
ダンケルク級大艦機。マジノ線を防衛するために、同型機のストラスブールと共に配備される。
マジノ線
独仏国境線に建設された要塞。大艦機の浸入を防ぐことを目的としているため、現実世界よりも巨大に造られている。しかし、そのために工事に遅れが生じており、ネボガトフに設計図を盗まれ弱点が筒抜けになってしまったため、ソ連軍に突破される。

### ドイツ
日本と同様に少数精鋭を基本としている。
ビスマルク
ビスマルク級弩級大艦機。重装甲の機体のため機動性に乏しいが、それを補う武器として51センチライフル砲を携帯している。試運転もまともにしていない状態で、さらに素人が操縦してディミトリー・ドンスコイと互角に渡り合っており、相当に優秀な機体である。2号機としてティルピッツが登場する。
シャルンホルスト
シャルンホルスト級巡洋大艦機。ディミトリー・ドンスコイに挑むが、破壊される。

### イタリア
ロマン派の流れを汲んだ重厚なデザインになっている。長谷川によると「かませらしく無駄に強そうにした」とのこと。
ローマ
新世代大艦機。重装甲を施した機体だが、アイオワとの戦闘では全く歯が立たなかった。
コンテ・ディ・カブール
旧型機の改装型で、性能としてはクロンシュタット級やダンケルク級と同等。ローマに随伴して同型機のカイオ・ジュリオ・チェザーレと共に出撃するが、共にアメリカ軍に破壊される。

### 航空兵器
本作の航空兵器は飛行船が中心であり、機体の上部・下部に大砲を搭載した「空中戦艦」による艦隊戦が行われている。戦闘機は各国とも開発途中であり、エンジン出力が足りず高度2000mまでしか飛行出来ない。日本は戦闘機を飛行船に搭載して発進、相手より高空から切り離すことで一度だけの急降下攻撃を行う戦法を使った。

## 登場国家
日本
18世紀初頭、赤穂浪士の吉良邸討ち入り事件に対する江戸幕府の処遇（吉良上野介を殺さなかったにも関わらず全員を切腹させた）に憤慨した江戸市民が起こした「大江戸武装蜂起」によって民主化が実現。その勢いで開国し、ヨーロッパの自然科学を導入して近代国家に成長する。軍事よりも経済を重視しており、安定した交易を行うために世界の平和を目指し、軍事力は平和を維持する目的のみに限定して行使される。
ソ連
現実世界よりも数年早く社会主義革命を達成し、1930年代にはアメリカに並ぶ大国になっている。豊富な地下資源を有し、潜在的にはアメリカよりも豊かな国だが、永久凍土に阻まれ港が冬季は使えず、その力を活かし切れていない。ベーリング海峡に橋が架かっているが、先史文明崩壊後の数十万年の間に地殻変動が起こり崩落してしまい、修復も不可能なため使用出来ない。そのため人民の間には不公平感が募り、「ロシアに不凍港を!!」のスローガンを掲げ、不凍港獲得のための戦争を引き起こす。しかし、そう信じているのは人民と末端の兵士だけであり、真の目的は「ガリレオ計画」に基く「ロシアの大地の解放」であった。
本作における首都モスクワは党本部を筆頭に全てスターリン様式の建築が成され、ニューヨークのような摩天楼群を形成している。
また、本作におけるソ連の標章は現実世界と同様の「鎌と槌」ではなく、鎌と星を組み合わせたものになっている。
アメリカ
自由を謳う民主主義国家だが、その本質はソ連と同様に覇権国家。大西洋横断橋を権益の源としている。本作のホワイトハウスはペンタゴン（現実世界のペンタゴンを7個分積み重ねた超高層建築物）の最上階中庭に位置している。
イギリス
現実世界同様にパクス・ブリタニカを掲げ、ヨーロッパの盟主的立場にある。
フランス
自らを「王者」と称するプライドの高い国民性だが、その分打たれ弱く、マジノ線とリシュリューが破壊されると戦意を喪失し、戦闘を放棄してしまう。
ドイツ
現実世界同様に第一次大戦の敗北により莫大な賠償金を課せられ経済が破綻するが、日本からの経済援助によって立ち直る。そのため、本作では1939年時点においてもワイマール体制が存続しており、ナチ党政権は存在していない。
イタリア
現実世界同様にムッソリーニによる独裁政権が敷かれているが、ドイツではヒトラーが政権を掌握していないため、ヨーロッパでは孤立している。そのためソ連との同盟を求めているが、スターリンには相手にされていない。また、レニングラード破壊作戦におけるヨーロッパ連合軍にも参加していない。

## 用語
先史文明
作中の世界より数十万年前に栄えた文明。高度な機械文明を有しており、既に戦争を必要としない平和な世界を構築していたが、過去には核戦争を経験し、文明崩壊の危機に直面したこともある。
地球外から飛来した未知のウイルスによって人口が最盛期の0.00002%にまで激減し、文明の維持が不可能となり崩壊する。後々の文明のために世界各地に文明の知識や経験を託したアンドロイドたちを遺した。
アンドロイド
未知のウイルスによって大勢の人が死に、孤独感に苛まれた先史文明の人々によって造られた。「良き隣人」の対等な人間として造られたため、ロボット三原則は組み込まれていない。普通の人間と同様に自分の意志と判断力を持ち、自らの判断で行動する。機体としての性能は兵器並であるが、戦争がない時代であったため、その力が使用されることはなかった。先史文明の崩壊後もしばらくの間は生き続けたが、次第に力尽き中枢部である制御チップや骨格部分のみが遺跡などに残留していた。
香恋のように次の文明のために知識と経験を伝える役目を託されたアンドロイドが何体か存在する。その内の一体はソ連国内に存在し、ドブロツウォリスキーが発掘調査を行っていたが、連載が予定より早く終了してしまったため、この伏線が回収されることはなかった。
橋
先史文明が造った大陸と大陸を結ぶ巨大な橋。幅1500m、高さ3000〜8000mの石造りの橋で、文明の発達までは渡ることが出来ず宝の持ち腐れとなっていた。
文明の発達に伴い、橋を道しるべとして船が建造され海運が発展する。1888年に大西洋横断鉄道が開通したことにより橋を有効活用出来るようになったが、それによって鉄道ターミナル駅・港を持つ国とそうでない国との間に格差が生まれてしまい、その領有を巡って戦争が勃発するようになる。
シベリア - アラスカ間を繋ぐベーリング海峡の橋は崩落しており、後述の「ガリレオ計画」の遠因となった。
大艦機
人型の有人機動兵器。現実世界における戦艦に相当する兵器（ただし、作中世界にも戦艦は存在する）。
先史文明が遺した遺産（アンドロイドのチップ）を基に開発が進められた。初めて戦場に投入されたのは南北戦争であり、当時は六足歩行だったが、元々遺跡から発見された残骸が人型だったこともあり、文明の発達に伴い二足歩行の兵器となる。
各国の大艦機は火器を内蔵していないが、これは内蔵することによってトラブルが頻発し、コストが掛かるためである。そのため、大艦機の火器は専ら携帯型（ハンドガン砲やライフル砲）である。第一次大戦後に二度に渡って軍縮条約が締結され、大艦機のスペックに制限が定められたが、ヨーロッパ諸国が軍縮条約を履行しているのに対し、米ソ日といった国々は軍縮条約を無視した建造を行っている。
物質転送
物質を原子レベルに分解し、信号化して遠方に転送する先史文明の技術。ただし、人間の「生命」「意識」「記憶」といったものは信号化出来ないため、人間を含めた生き物の転送は不可能（先史文明時代の実験の結果、ミミズは生きて転送された）。
日本、ロンドン、シカゴ、ニューデリー、ブエノスアイレス等に転送施設が存在するが、日本以外の施設は数十万年の間に全て機能が停止してしまい、本来の機能を果たせない。ただし、エネルギーを送信し続けることで短時間、疑似的に実体化させることが出来る。
日本はこの装置を戦争難民の人命救助のために使用することを決め、ジンたちをヨーロッパに派遣しソ連軍の侵攻を阻む。ただし、実体化出来る時間は質量に反比例するため、大艦機は10分も実体化出来ない。
「ガリレオ計画」
本作においてソ連軍が引き起こしたヨーロッパ戦争の最終目的。シベリアに設置した大量のロケットを地表に向けて逆噴射させ、人工的にポールシフトを発生させることで、ロシアの大地を永久凍土から解放し、ロシアに眠る莫大な地下資源と不凍港を手に入れる計画。それと同時に、北米大陸を新たな北極点にすることでアメリカを永久凍土に封じ込め、更に南極の氷を溶かして欧米諸国の港・工業地帯を水没させソ連への抵抗力を奪い、ソ連による世界支配を目論んでいる。計画を実現させるため、ソ連軍はスペインに制御ユニットを配備するため、ユーラシア大陸をひたすら西進している。
ソ連国内では最高機密とされており、計画の内容はスターリン、ドブロツウォリスキー、一部の最高幹部のみしか知らない。

## 単行本
- 飯島祐輔 『轟拳ヤマト』 中央公論新社〈C★NOVELS COMICS〉全5巻。
  1. 2006年11月25日発売 ISBN 4-12-003785-1
  2. 2007年1月25日発売 ISBN 978-4-12-003786-3
  3. 2007年6月25日発売 ISBN 978-4-12-003828-0
  4. 2007年11月25日発売 ISBN 978-4-12-003893-8
  5. 2008年5月25日発売 ISBN 978-4-12-003943-0